# Осувко (Вармінсько-Мазурське воєводство)
Осувко (пол. Osówko, нім. Ossowken) — село в Польщі, у гміні Біскупець Новомейського повіту Вармінсько-Мазурського воєводства.
У 1975-1998 роках село належало до Торунського воєводства.